# Nic. Tummers
Nicolaas Hendrik Marie (Nic.) Tummers (Heerlen, 5 februari 1928 – Sittard-Geleen, 24 april 2020) was een Nederlands beeldhouwer, architect en politicus.

## Familie
Tummers was een zoon van architect Henk Herman Antoon Tummers en Christine Catharina Smits. Hij trouwde in 1954 met de beeldhouwster Vera van Hasselt (1924-2014).

## Loopbaan
Tummers bezocht na de HBS de Middelbare Kunstnijverheidschool in Maastricht (1944-1949) en vestigde zich als zelfstandig kunstenaar. In 1954 volgde hij lessen, vermoedelijk met zijn vrouw, bij beeldhouwer Ossip Zadkine in Parijs. Hij werd tekenleraar aan de LTS in Heerlen (1954-1959) en leraar kunstgeschiedenis en tekenen aan het Bisschoppelijk College Sittard (1958-1962). Vanaf 1974 was hij docent sociale bouwgeschiedenis in Eindhoven, Tilburg en Maastricht. Hij bekleedde daarnaast diverse functies op het gebied van architectuur en beeldende kunst en publiceerde daar ook over. Hij was medeoprichter van het Vitruvianum en het Centrum voor Architectuur in de Euregio Maas-Rijn.
Tummers was politiek actief en werd verkozen tot lid van de Provinciale Staten van Limburg (1974-1978) en lid van de Eerste Kamer der Staten-Generaal (1974-1995). Hij was woordvoerder verkeer en waterstaat, culturele zaken en Europese zaken van de PvdA-Eerste Kamerfractie. Tummers was na 1991 diverse keren fungerend Kamervoorzitter.
Tummers ontving diverse culturele onderscheidingen en ontving in 2008 de erepenning van de gemeente Heerlen. Hij werd bovendien benoemd tot ridder in de Orde van de Nederlandse Leeuw (1986) en Commandeur in de Orde van Oranje-Nassau (1995).
N.H.M. Tummers overleed in 2020 op 92-jarige leeftijd.
- Bibliothèque nationale de France: cb125096709 (data)
- Gemeinsame Normdatei: 143787586
- International Standard Name Identifier: 0000 0000 0197 4094
- Nederlandse Thesaurus van Auteursnamen: 073322695
- Parlement.com: vg09llgss0t1
- RKD-Nederlands Instituut voor Kunstgeschiedenis: 78451
- Système universitaire de documentation: 225851725
- Virtual International Authority File: 1989168048981738410004